# Herinneringsmedaille 1933
In 1933 kregen de zesendertig leden van de erewacht die in augustus 1898 in Amsterdam de pergola van visnetten boven de in te huldigen koningin hadden gehouden een bijzondere herinnering in de vorm van een speciaal voor hen vervaardigde herinneringsmedaille, de Herinneringsmedaille 1933. Een zevenendertigste medaille werd op verzoek van het Amsterdams Historisch Museum gemaakt om in de museumcollectie te worden opgenomen.
Het ontwerp is van de hand van Hendrikus Johannes Adrianus Baars; dit ontwerp dateert van 1899, ook het jaar van overlijden van de ontwerper. Wilhelmina had indertijd dit ontwerp laten maken om te dienen voor prijspenningen door haar uit te reiken bij tentoonstellingen of wedstrijden. 's Rijks Munt in (Utrecht) heeft de medailles geslagen.
Op de voorzijde van de medaille staat de koningin afgebeeld zoals zij er op haar 53e verjaardag uitzag. De vorstin draagt een tiara en een krans van oranjebloesem om de schouders. Het omschrift luidt: "KONINGIN WILHELMINA". De signatuur H. Baars staat naast de linkerschouder.
Op de keerzijde staat binnen een krans van oranjetakken de opdracht "1898 Eerewacht Cadetten & Adelborsten 1933".
Het lint heeft zoals gebruikelijk zou worden de kleuren oranje en nassaublauw. De Nederlandse koningen kiezen sinds eeuwen voor oranje. In 1933 werd aan de erewacht van adelborsten en cadetten die de pergola uit netten tussen het Paleis op de Dam en de Nieuwe Kerk hadden vastgehouden al een bronzen Inhuldigingsmedaille 1898 toegekend. Wat in 1898 nog jonge officieren in opleiding aan het KMA en het KIM waren geweest waren nu oude bedaagde heren, in een aantal gevallen generaals, geworden.
De zilveren medaille heeft een doorsnee van 44,8 millimeter en is daarmee vrij groot. De medaille weegt circa 53 gram. Het moirézijden lint is zoals gebruikelijk 37 millimeter breed. Men kon een miniatuur van de medaille dragen op een rokkostuum of gala-uniform maar er was, behalve de voor militairen gedachte baton, geen knoopsgatversiering voor het revers.
Er zijn 36 medailles uitgereikt, onder andere aan H.A.C. Fabius en A.H. Sirks.